# Encore une chose…
Encore une chose... (titre original : And Another Thing...) est le sixième volume de l'hexalogie «Le Guide du voyageur galactique», écrit par Eoin Colfer d'après une commande de l'éditeur Penguin Books. Sorti le 12 octobre 2009 en anglais, la traduction française de Michel Pagel aux éditions Denoël a été publiée le 11 mars 2010.